# Diagnose: Lebensgefahr
Diagnose: Lebensgefahr (alemán; en español: Diagnóstico: Peligro de Muerte) es un proyecto musical en solitario del músico sueco conocido bajo el seudónimo de Nattramn, exvocalista del grupo de black metal y depressive suicidal black metal de culto, llamado Silencer.
Aunque solo ha sacado un álbum de estudio en 2007, titulado Transformalin, no se sabe mucha información acerca del proyecto y grupo. Solo en la actualidad se sabe que continúa en activo con Nattramn como único miembro oficial.

## Historia
Este proyecto nació como un apoyo en parte de los pacientes del hospital de la ciudad sueca de Växjö; debido a la esquizofrenia y terapia psiquiátrica que padece Nattramn; tras  atacar a una niña de seis años en un parque y ser arrestado por la policía en mayo de 2001. Tras ser internado por varios años; el cantante recibió la propuesta de los médicos de componer música como manera de terapia de rehabilitación, para ver si iba progresando en su conducta o no. Se le permitió utilizar un sintetizador y material para escribir, como terapia creativa durante su convalecencia.
Entre los años 2004 a 2005, escribió una gran cantidad de material y que servirán para su primer trabajo discográfico desde Death - Pierce Me (2001); al que tituló Transformalin, disco que contiene once canciones en total y fue lanzado a comienzos de 2007. El álbum fue relanzado por tres sellos distintos, Ominous Recordings, Basilisk Productions y Autopsy Kitchen Records. El álbum centra su estilo en dark ambient, metal industrial, Drone y música experimental.
Desde 2010, Nattramn publicó un comunicado en su sitio web oficial, que estaría trabajando en un nuevo proyecto, llamado Trencadís. Rara la salida de su segundo disco, Nattramn lo tituló como Ödelagt.Este álbum dura solamente 21 minutos y está fuertemente ligado al estilo dark ambient. Nattramn niega su implicación en este trabajo para Diagnose: Lebensgefahr, argumentando que es un proyecto solista independiente.

## Estilo
El estilo de Diagnose: Lebensgefahr, se puede describir como dark ambient, con un fuerte sesgo hacia el noise e industrial, así como algunos elementos del DSBM; las composiciones varían de forma rítmica agresiva. La mayoría de las canciones no tienen voz y toma la forma de recitativo monótono y/o, por el contrario, va en gritos maníacos.

## Integrantes

### Formación actual
- Nattramn - multinstrumentista

## Discografía

### Álbumes de estudio
- 2007: "Transformalin"